# Hemidactylus porbandarensis
Hemidactylus porbandarensis är en ödleart som beskrevs av  Sharma 1981. Hemidactylus porbandarensis ingår i släktet Hemidactylus och familjen geckoödlor. IUCN kategoriserar arten globalt som otillräckligt studerad. Inga underarter finns listade i Catalogue of Life.